# Wolfgang Petritsch
Wolfgang Petritsch (Klagenfurt, 26. kolovoza 1947.) je austrijski diplomat. Pripadnik je nacionalne manjine koruških Slovenaca.
Studirao je povijest, germanistiku, politologiju i pravo, na bečkom sveučilištu, gdje je i diplomirao 1972. godine. Od 1977. do 1983. godine je bio tajnik austrijskog kancelara Bruna Krajskog. Dok je bio austrijski veleposlanik u Beogradu (1997. – 1999.) postavljen je za Posebnog izaslanika Europske unije za Kosovo. U toj funkciji je bio i kao glavni pregovarač Europske unije na mirovnim pregovorima o Kosovu u Rambouilletu i Parizu (Francuska) 1999. godine, koji su bili predigra bombardiranju SR Jugoslavije u ožujku te godine. Između 1999. i 2002. bio je visoki predstavnik Ujedinjenih naroda u Bosni i Hercegovini. Poslije kratkog angažiranja na austrijskoj političkoj sceni, prelazi na funkciju austrijskog veleposlanika pri Ujedinjenim narodima u Ženevi.
U političkim krugovima zapadnih zemalja važi kao stručnjak za vanjsku politiku s težištem interesa za jugoistočnu Europu.
2011. je godine u Zagrebu predstavio svoju knjigu u kojoj se hvasta politikom diskriminacije bosanskohercegovački Hrvata. Raskrinkao ga je njegov nasljednik na mjestu visokog predstavnika u BiH Paddy Ashdown, koji je rekao da je po političkom nalogu svoje zemlje ravnao zaštitom i skrivanjem haaškog bjegunca Radovana Karadžića.
Kršeći osnovna ljudska i narodna prava jednostrano mijenjajući Daytonski sporazum na štetu Hrvata jačao je bošnjačku sastavnicu u Federaciji BiH. Na taj način omogućio je preoblikovanje hrvatsko-bošnjačke federacije u entitet s bošnjačkom dominacijom i ustavnopravnom diskriminacijom Hrvata u FBiH Petritsch i Ashdown su se obrušavali na Hrvate BiH, optuživali ih za podjelu BiH istodobno učvršćujući podjelu BiH između Srba i Bošnjaka a na štetu Hrvata.
Nakon trećeg zasjedanja Hrvatskog narodnog sabora BiH održanog u Mostaru, 07. ožujka 2001. godine smjenjuje Antu Jelavića s dužnosti hrvatskog člana Predsjedništva BiH i predsjednika HDZ BiH-a s obrazloženjem da je predvodio donošenje političkih odluka s ciljem osnivanja hrvatske federalne jedinice u BiH kojim je ugroženo ustavno uređenje FBiH i BiH (Hrvatska samouprava u Bosni i Hercegovini).
Izvedbena faza procesa dekonstituiranja Hrvata započela je amandmanima 
Roberta Barryja, tadašnjeg voditelja misije OESS-a u BiH, na propise Privremenog izbornog povjerenstva, samo mjesec dana pred opće izbore 2000. Barryjevi amandmani su 2001. rezultirali formiranjem Vlade FBiH ("Alijansa") bez stranaka koje su osvojile preko 90% hrvatskih glasova na izborima. Koaliciju je činilo 9 bošnjačkih stranaka i jedna hrvatska, koja je dobila oko 5% potpore Hrvata u FBiH. Hrvati su na to odgovorili neuspješnom Hrvatskom samoupravom. Nastavak i vrhunac procesa ustavno-pravnoga dekonstituiranja uslijedio je kroz amandmane na Ustav Federacije BiH nametnute od strane OHR-a. Od 108 amandmana na Ustav FBiH, samo 39 je odobrio Parlament FBiH, a čak njih 69 su nametnuli visoki predstavnici Wolfgang Petritsch i Paddy Ashdown između 2002. i 2004. godine. Za Hrvate u BiH posebno su bili pogubni Petritschevi amandmani iz travnja 2002. godine koji su u međunarodnoj zajednici poznati pod ciničnim nazivom "airport decision" tj. "odluka iz zračne luke" jer ih je Petritsch potpisao doslovno u zračnoj luci, neposredno prije svog odlaska iz BiH. Nametnuti amandmani OHR-a na ustave FBiH i RS službeno su za cilj imali provedbu odluke U-5/98 Ustavnog suda BiH iz 2000. godine. Prije ove odluke u RS su samo Srbi bili konstitutivni, a samo Bošnjaci i Hrvati u FBiH. Nametnuti amandmani su de iure dodali sva tri naroda kao konstitutivne u ustave oba entiteta, ali de facto, Republika Srpska je ostala srpski entitet, a Federacija BiH je od bošnjačko-hrvatske federacije, koja je po Washingtonskom sporazumu trebala ući u konfederaciju s Republikom Hrvatskom, postala bošnjački entitet. Mogućom kontrolom oba doma Parlamenta FBiH, stranke koje predstavljaju bošnjačku izbornu volju imaju mogućnost samostalno formirati izvršnu vlast na razini FBiH (Predsjednik FBiH i dva dopredsjednika te Vlada FBiH).
U prvoj polovici 2002.godine nametnuo je amandmane na Ustave entiteta uobličene na temelju tzv. Sarajevskog sporazuma o ustavnim promjenama kojeg nije potpisao HDZ BiH na čelu s Antom Jelavićem, ali ga je u ime Hrvata u BiH potpisao predstavnik protuhrvatske Alijanse za promjene Krešimir Zubak, a koji nisu dobili potporu u Parlamentu FBiH od strane hrvatskih političkih stranaka okupljenih oko Hrvatskog narodnog sabora BiH, ukidajući mehanizme federalizma i konsocijacijske demokracije izvršio je radikalan udar na ustavnopravni položaj Hrvata i omogućio njihovu diskriminaciju u FBiH i BiH. Navedeni Petritschov radikalni ustavnopravni zahvat je najveća zapreka ostvarenju ustavne i stvarne jednakopravnosti Hrvata u Bosni i Hercegovini.